# Медведное (Гомельская область)
Медведное (бел. Мядзведнае) — деревня в Ельском районе Гомельской области Беларуси. Входит в состав Скороднянского сельсовета.
Кругом лес.

## География

### Расположение
В 38 км на юго-запад от Ельска, в 22 км от железнодорожной станции Словечно (на линии Калинковичи — Овруч), в 215 км от Гомеля.

## Транспортная сеть
Транспортные связи по просёлочной, затем автомобильной дороге Скородное — Ельск.

## История
По письменным источникам известна с XVIII века как селение в Мозырском повете Минского воеводства Великого княжества Литовского. После 2-го раздела Речи Посполитой (1793 год) в составе Российской империи. Помещик Сторожинский владел здесь в 1876 году 170-ю, а помещик Татур — 60 десятинами земли. В 1879 году упоминается как селение Скороднянского церковного прихода. Согласно переписи 1897 года располагался хлебозапасный магазин, в Скороднянской волости Мозырского уезда Минской губернии. В апреле 1913 года произошёл конфликт между жителями и помещиками Сазановичами, которые запретили пользоваться лесными пастбищами.
В 1929 году организован колхоз. Во время Великой Отечественной войны в июле 1943 года оккупанты сожгли деревню и убили 31 жителя. 32 жителя погибли на фронтах. В 1959 году в составе совхоза «Скороднянский» (центр — деревня Скородное), размещенный клуб и библиотека. Планировка состоит из 2 почти параллельных между собой широтных улиц, соединенных кароценькай улицей. Застроена двусторонне, неплотно деревянными крестьянскими домами.

## Население

### Численность
- 2004 год — 69 хозяйств, 105 жителей.

### Динамика
- 1795 год — 31 двор.
- 1811 год — дворов, жителей.
- 1833 год — жителей.
- 1885 год — дворов, жителя.
- 1897 год — 25 дворов, 183 жителя (согласно переписи).
- 1908 год — дворов, жителей.
- 1917 год — 296 жителей.
- 1925 год — 48 дворов, 329 жителей.
- 1940 год — 87 дворов, 420 жителей.
- 1959 год — 437 жителей (согласно переписи).
- 2004 год — 69 хозяйств, 105 жителей.

## Известные лица
- Михаил Николаевич Засинец — художник. Заслуженный работник культуры БССР.